# Vicentinho
Vicente Paulo da Silva, ou Vicentinho, né le 8 avril 1956 à Acari (Brésil), est un ancien ouvrier métallurgiste, avocat, ancien dirigeant syndical, professeur et homme politique brésilien.
Figure du syndicalisme de la métallurgie et camarade de Lula au sein du Syndicat des travailleurs des industries métallurgiques de São Bernardo do Campo, il participe à la fondation du  Parti des travailleurs en 1980. Après un parcours de dirigeant syndical entre les années 1980 et 2000, il est élu député fédéral de  São Paulo en 2002. Il est constamment réélu depuis.

## Biographie

### Ouvrier métallurgiste à Sao Paulo et dirigeant syndical
Né à Acari, dans le Rio Grande do Norte, il déménage à São Paulo et devient ouvrier métallurgiste. Il commence son parcours dans le mouvement syndical en 1977, lorsqu'il rejoint le Syndicat des travailleurs des industries métallurgiques de São Bernardo do Campo et Diadema, dirigé par Lula.
Il est membre du comité de mobilisation lors de la grève historique de 1980 dirigée par Lula, et un an plus tard, il est élu vice-président du Syndicat des métallurgistes de São Bernardo do Campo.
En 1983, avec d'autres ouvriers, il mène la grève générale de solidarité avec les travailleurs du pétrole, la première après le coup d'État de 1964.
La même année, il participe à la fondation de la Centrale unique des travailleurs (CUT), en étant élu président de CUT ABC.
Il a été élu président du Syndicat des métallurgistes de São Bernardo do Campo et Diadema en 1987, réélu  et réélu 3 ans plus tard
En 1993, il est élu président du syndicat des métallurgistes ABC. En 1994, il est élu président de la Centrale unique des travailleurs, réélu en 1997.

### Parcours politique

#### Créateur du PT avec Lula en 1980
Ouvrier métallurgiste et camarade de Luiz Inácio Lula da Silva au sein du Syndicat des travailleurs des industries métallurgiques de São Bernardo do Campo, il participe à la création du Parti des travailleurs en 1980.

#### Député fédéral depuis 2003
Dans le tournant des années 2000, Vicentinho abandonne ses responsabilités historiques au sein du syndicalisme brésilien. La même année, il se présente aux élections municipales de  São Bernardo do Campo, mais perd face à Maurício Soares. En 2004, il est à nouveau candidat et perd une seconde fois face à William Dib,.
Lors des élections du 2 octobre 2002 (pt), il est député fédéral de São Paulo. Il est constamment réélu en 2006 (pt), 2010 (pt) et de 2014. En février 2014, il est élu président du groupe du PT à la Chambre des députés, jusqu'en février 2015.
Lors des élections parlementaires du 2 octobre 2022, il n'est pas réélu bien qu'il ait reçu 82 912 voix, en raison d'un nombre de suffrages requis plus élevé à São Paulo. Néanmoins, en février 2023, il conserve son mandat de député fédéral, puisque le député élu Paulo Teixeira (PT) est nommé ministre du Développement agraire.